# Torre Madero Office
La torre de oficinas Madero Office es un rascacielos en la ciudad de Buenos Aires. Fue obra de la desarrolladora RAGHSA, se encuentra en el extremo del Dique 4 de Puerto Madero y tiene una altura máxima de 140 m. 

## Historia
A comienzos de 2007, la firma RAGHSA anunció su proyecto para construir una torre de oficinas de 25 pisos en Puerto Madero, en un terreno junto al proyectado Hotel St. Regis Buenos Aires. Aunque en un comienzo había proyectado un emprendimiento de viviendas, finalmente se definió por las oficinas para alquiler, y el proyecto diseñado por el estudio de Mario Roberto Álvarez ya estaba listo a fines de 2007. El proyecto sufrió demoras debido a la crisis económica mundial que estalló en 2008, pero luego las obras comenzaron a mediados de ese año.
El edificio fue inaugurado en marzo de 2011. Madero Office cuenta con la normativa LEED Silver desde noviembre de 2011 y es de los primeros Green Buildings de la ciudad.

## Arquitectura

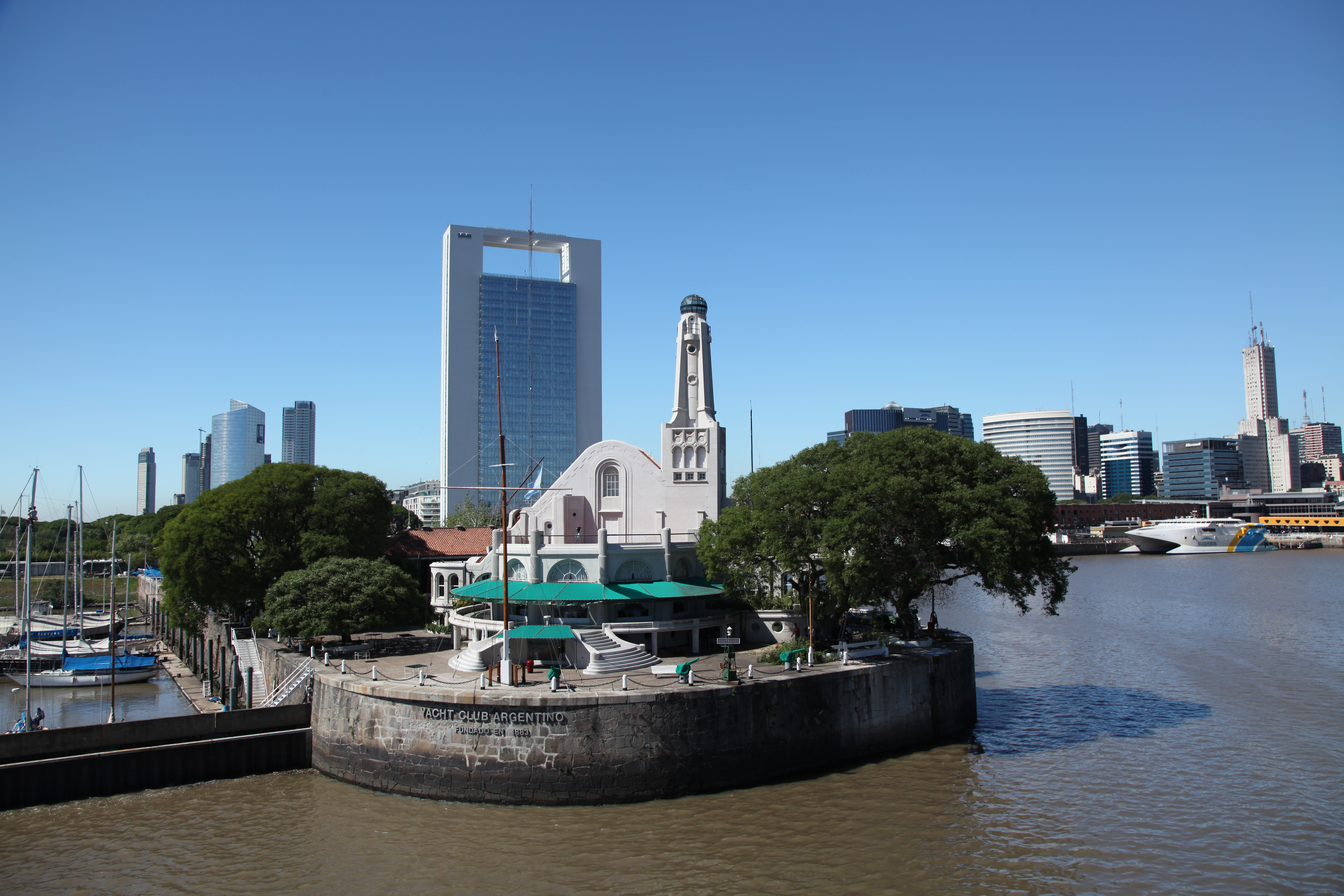
Madero Office asomando detrás del Yacht Club Argentino.

En este edificio, uno de los últimos diseñados por el arquitecto Álvarez antes de su fallecimiento, los espacios servidos y los sirvientes se encuentran perfectamente definidos y separados, ya desde la fachada. El cuerpo central, donde se ubican las oficinas, desde el piso 2° hasta el 27, está recubierto en ambos lados por un muro cortina vidriado cuya modulación coincide con la de la planta libre. 
A los costados se ubican los núcleos de circulación, con una batería de ocho ascensores cada uno, comunicando todos los niveles con la planta baja. Los núcleos luego se prolongan por encima del edificio y se unen, formando un pórtico que remata el conjunto. Este cierre cumple la función de un “gran ventanal urbano” y fue producto de la necesidad de resolver la ecuación entre el plano límite que fijaba la normativa y la cantidad de metros que se podían construir. Cada núcleo cuenta también con una escalera principal de escape que lo conecta con la salida en planta baja. 
El estacionamiento vehicular se desarrolla en cuatro niveles de subsuelo y tiene 572 cocheras. De los ocho ascensores principales que hay en cada núcleo, uno llega hasta todos los subsuelos. En el lado Este hay también dos ascensores secundarios que unen los cuatro niveles con la planta baja, mientras que en el bloque Oeste los dos ascensores auxiliares llegan hasta el primer y segundo entrepisos. Todos los niveles de subsuelos poseen en cada esquina una escalera de escape, lo cual asegura una evacuación fluida. 
Entre las decisiones que permitieron que el edificio recibiera certificado LEED, se destaca el diseño de un estacionamiento preferencial para autos no contaminantes, así como también vestuarios para ciclistas en el subsuelo. El uso de agua también tuvo peso a la hora de tomar algunas decisiones proyectuales: dos fuentes en el acceso principal tienen por función recolectar agua de lluvia, que después es utilizada, entre otras cosas, para el riego. En los baños se utilizaron canillas con cierre automático, mingitorios con descarga eficiente e inodoros con doble descarga, lo que reduce en más del 30% la cantidad de agua potable consumida en instalaciones sanitarias. En la terraza, por último, hay paneles solares que se usan para generar energía térmica empleada en el calentamiento del agua, de modo que al menos el 1% de la energía consumida por el edificio será obtenida mediante colectores solares.

## Ocupantes
La utilización de sus pisos es la siguiente: 
- Piso 1, 2 y 5 al 15: ICBC Argentina (antes Standard Bank)
- Piso 3 y 4 : Loma Negra
- Pisos 16 a 22 y 27: Chevron
- Piso 23: Kuehne + Nagel
- Piso 24 al 26: Dow Chemical